# Steckspule
Eine Steckspule (auch englisch split-reel) ist eine besonders aufgebaute Filmspule, bei der die Flanken nicht fest am Spulenkern befestigt sind, sondern sich eine Flanke abnehmen lässt oder gar keine zweite Flanke vorhanden ist. Im Gegensatz zur festen Spule besitzt der Kern von Steckspulen einen kleineren Durchmesser und Mitnehmerstifte zur Aufnahme von P2-Filmkernen/Bobbies. 

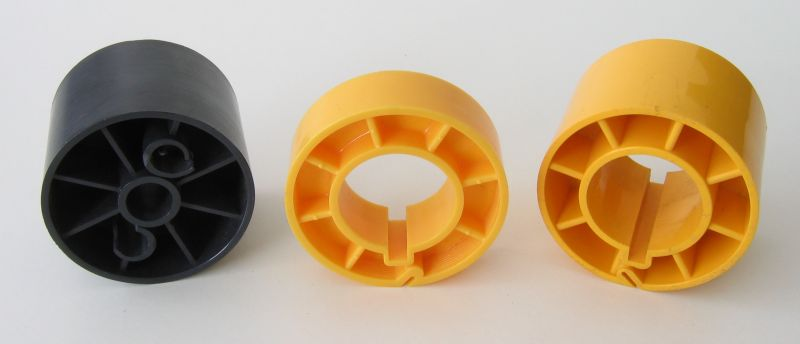
Verschiedene Filmkerne, die beiden rechten sind P2-Kerne

Steckspulen werden dazu verwendet, Film – beispielsweise die einzelnen Akte einer Filmkopie – mittels eines Umrollers oder Umrolltisches vom P2-Filmkern auf „normale“ Filmspulen oder Filmtelleranlagen (und umgekehrt) umzuspulen. Ferner lassen sich mit Steckspulen auch lose vorliegende Filmstücke auf Filmkerne aufwickeln.
Der Name stammt von dem Ineinanderstecken der zwei Seitenteile der Spule und dem Aufstecken des Filmkerns zum Auf- oder Abwickeln. Bei heute gefertigten Steckspulen werden die Flanken meist nicht mehr gesteckt, sondern verschraubt.